# Sasso Marconi
Sasso Marconi (Al Sâs in dialetto bolognese) è un comune italiano di 14 814 abitanti della città metropolitana di Bologna in Emilia-Romagna, il cui territorio occupa la prima zona collinare dell'Appennino bolognese compresa tra la bassa valle del fiume Reno, la porzione inferiore della valle del Setta a sud-est e parte del bacino idrografico del fiume Lavino a ovest.
Fino al periodo interbellico il comune era denominato Praduro e Sasso, per assumere la denominazione di Sasso Bolognese nel 1935; infine nel 1938 assunse la denominazione di Sasso Marconi in onore del premio Nobel Guglielmo Marconi.

## Geografia fisica

### Territorio
Il territorio comunale è collegato con la città di Bologna (dista circa 17 chilometri a sud dal capoluogo) dalla rete ferroviaria locale, la ferrovia Porrettana Bologna-Pistoia, la cui fondazione risale al 1864, e da un servizio di autobus. Ben tre sono le fermate ferroviarie presenti nel territorio comunale: Borgonuovo, Pontecchio Marconi e Sasso Marconi. Altra importante arteria del traffico è l'autostrada A1 Milano-Roma, che serve il territorio comunale con i due caselli di Sasso Marconi Nord (solo telepass) e Sasso Marconi Sud. Le altre principali arterie di comunicazione sono la Strada statale 64 Porrettana e la ex SS325 di Val di Setta e Val di Bisenzio.
I centri principali sono situati per lo più lungo la Strada statale Porrettana, importante arteria di comunicazione locale fra la pianura padana e la Toscana, e a ridosso dell´omonima linea ferroviaria che corre parallela alla strada statale. È stato uno degli otto comuni membri della Comunità montana delle cinque valli bolognesi.
Dal 16 giugno 2014 entra a far parte dell'Unione dei comuni Valli del Reno, Lavino e Samoggia.

### Clima
- Classificazione climatica: zona E, 2339 GR/G

## Origini del nome
Il paese prende il nome dal Sasso della Glosina, una rupe del Contrafforte pliocenico che domina la confluenza dei fiumi Setta e Reno, e da Guglielmo Marconi, il noto scienziato. Precedentemente i toponimi che identificavano la zona erano Praduro e Sasso. Nel 1935 mutò denominazione in Sasso Bolognese, e nel '38 in Sasso Marconi, in memoria dello scienziato.

## Storia
Il paese era abitato già in epoca etrusca, come evidenziano varie tombe i cui corredi sono ora in mostra nel vicino museo di Marzabotto. Del periodo romano rimane l'imponente opera dell'acquedotto che convogliava le acque fino a Bologna, in parte ancora funzionante.

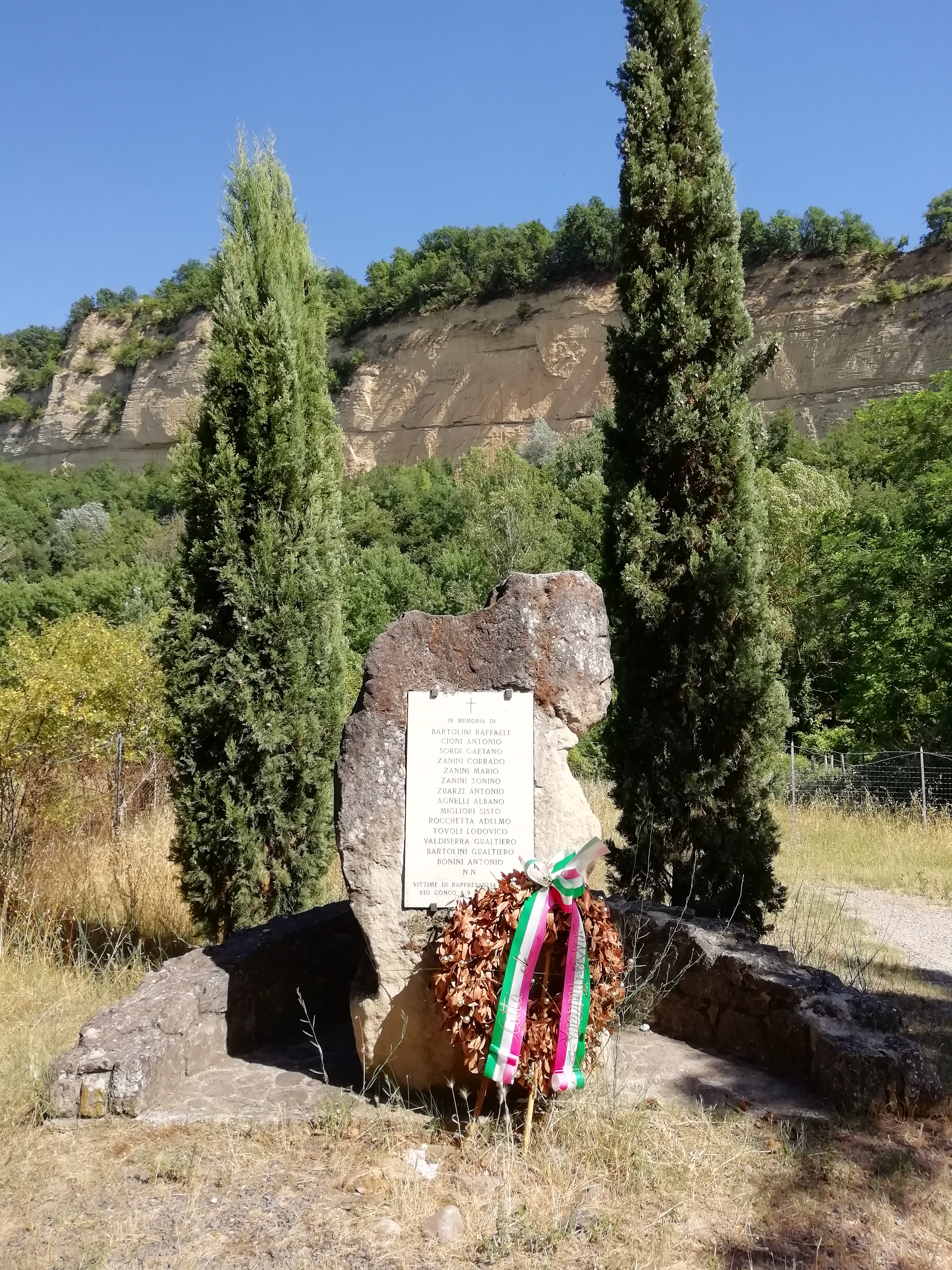
Monumento di Rio Conco di Vizzano

Durante la seconda guerra mondiale, i partigiani della brigata Stella rossa Lupo uccisero due sottufficiali tedeschi; in rappresaglia, l'8 settembre 1944 le SS tedesche rastrellarono vari civili e li uccisero per rappresaglia; l'evento è noto come "Eccidio di Rio Conco di Vizzano", dal luogo della fucilazione.
Sasso Marconi è, tra le altre cose, citata nel brano Bomba o non bomba (album Sotto il segno dei pesci, 1978) di Antonello Venditti:

### Simboli
Lo stemma fu creato dopo il 1851, quando il Commissario Straordinario Pontificio chiese ai comuni bolognesi un disegno dei loro emblemi. Lo stemma dell'allora comune di Praduro e Sasso venne realizzato ispirandosi al blasone della nobile famiglia Sassi, raffigurante una montagna di sassi sormontata da una stella cometa, simbolo della devozione alla Madonna del Sasso.
Un capo d'Angiò sottolinea il legame con il capoluogo Bologna.
Lo stemma venne riconosciuto con decreto del capo del governo del 3 maggio 1943.
In occasione del conferimento del titolo di Città al Comune di Sasso Marconi nel 2003, il consiglio comunale ha approvato un nuovo stemma comunale, simile al  precedente, ma in cui viene più fedelmente rappresenta la Rupe del Sasso, prima individuata come un anonimo monte roccioso. Lo stemma e il gonfalone attuali sono stati ufficialmente concessi con il D.P.R. del 30 marzo 2004.
Il gonfalone è un drappo di azzurro.

### Onorificenze
Sasso Marconi è tra le città decorate al valor militare per la guerra di liberazione, insignita il 25 aprile 2010 della Medaglia d'oro al merito civile e della Croce di guerra al valor militare per i sacrifici delle sue popolazioni e per l'attività nella lotta partigiana durante la seconda guerra mondiale:

## Monumenti e luoghi d'interesse

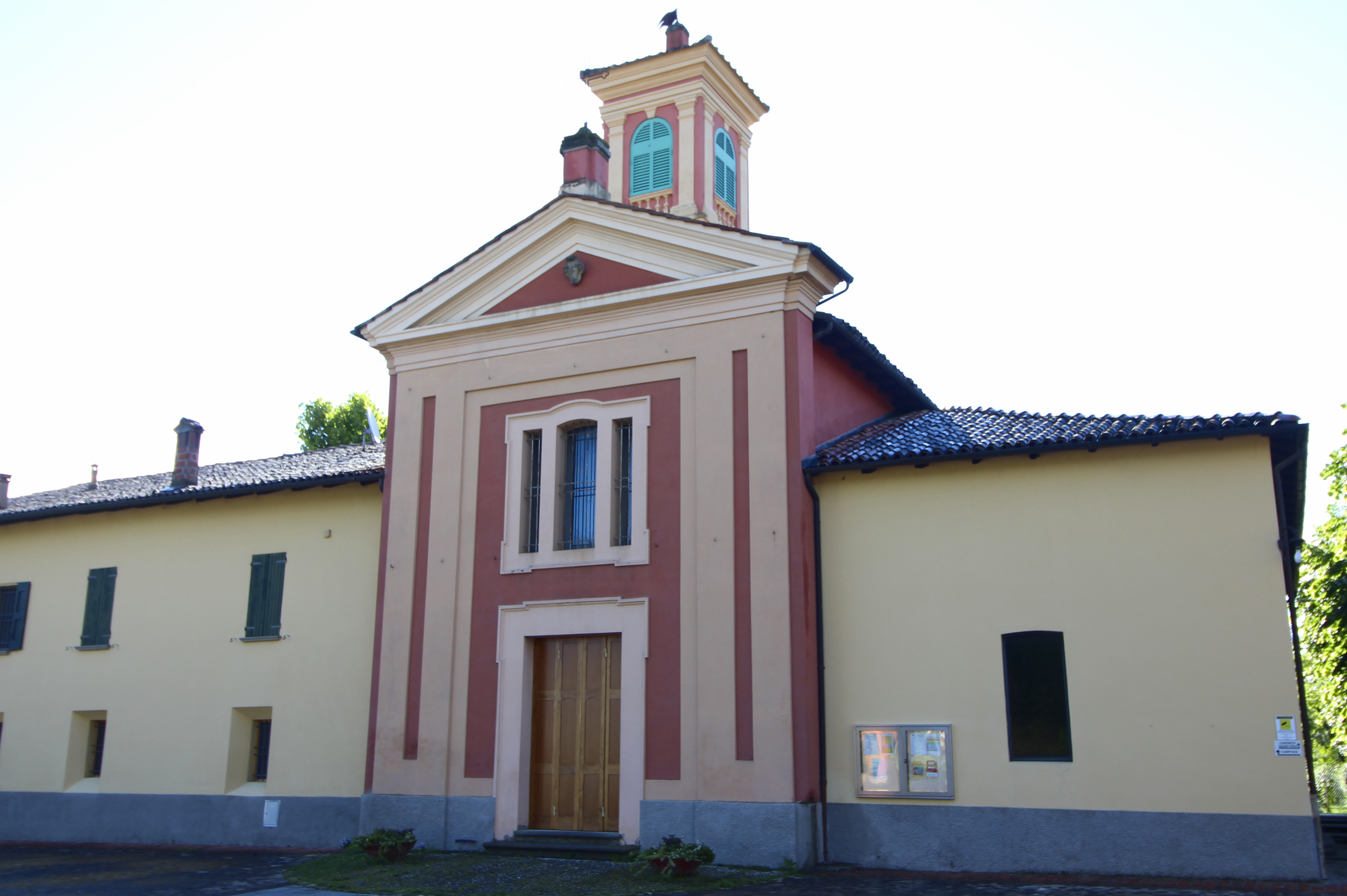
Chiesa di San Lorenzo.

### Architetture religiose
- Santuario della Beata Vergine del Sasso
- Chiesa di San Lorenzo, parrocchiale
- Chiesa di Santo Stefano, parrocchiale nella frazione di Borgonuovo-Pontecchio
- Pieve di Sant'Ansano del Pino, nella frazione di Pieve del Pino
- Chiesa di Castel del Vescovo

### Architetture civili
- Colle Ameno
- Palazzo de' Rossi

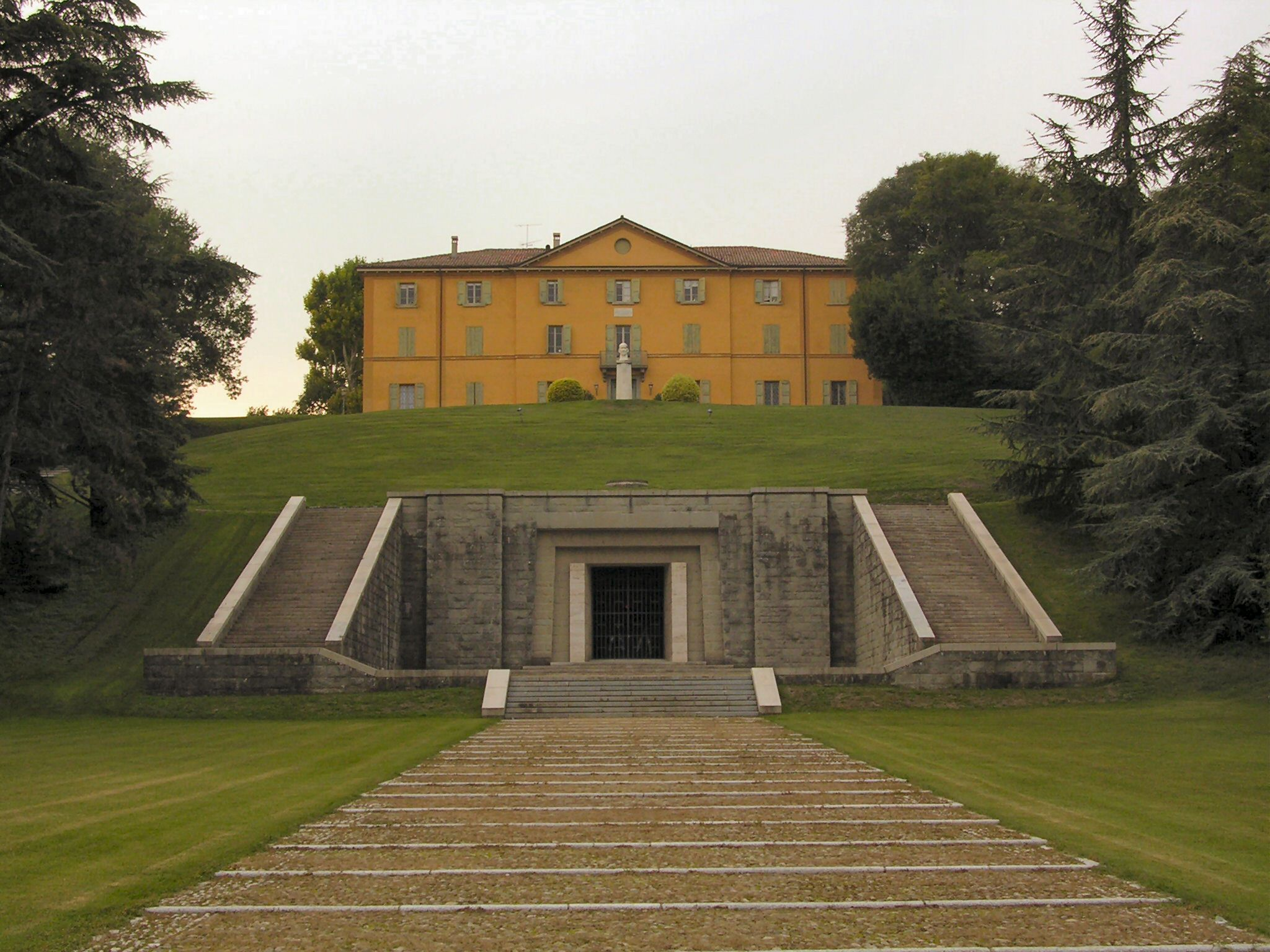
Villa Griffone, dove visse Guglielmo Marconi.

- Villa Griffone, residenza di Guglielmo Marconi nella frazione di Pontecchio
- Villa Achillini
- Palazzo Sanuti, nel borgo di Fontana
- Villa La quiete di Mezzana

### Percorsi storici
- Linea gotica, che percorreva il territorio del comune e che ha lasciato testimonianze sul territorio, oggi visitabili lungo percorsi escursionistici
- Via degli Dei

## Società

### Evoluzione demografica
Abitanti censiti

## Cultura

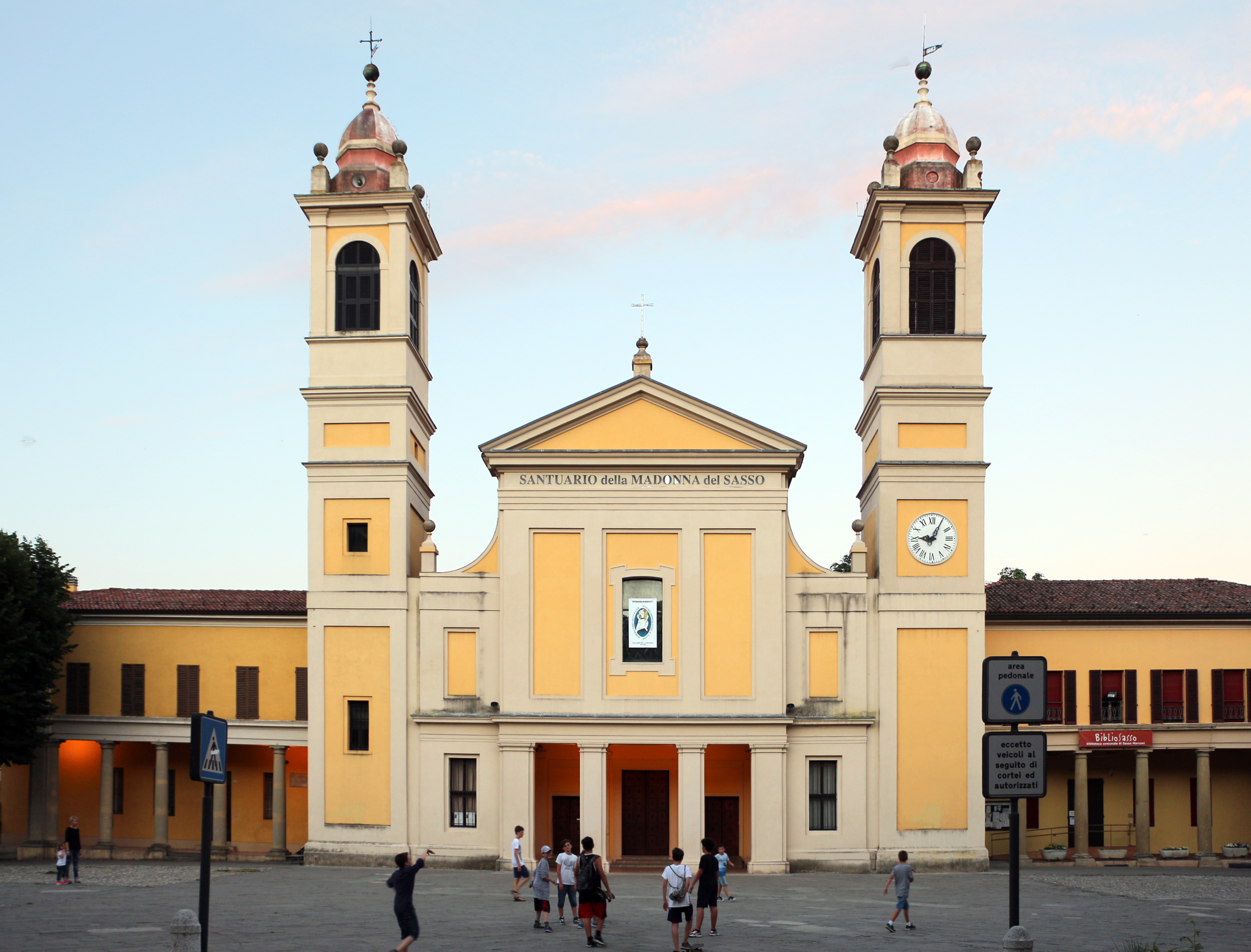
Santuario della Madonna del Sasso.

### Musei
Presso villa Griffone (casa paterna di Guglielmo Marconi) in via dei Celestini a Pontecchio, hanno sede il Museo Marconi, la Fondazione Guglielmo Marconi e il mausoleo che conserva le spoglie dello scienziato.
Nel borgo di Colle Ameno, dove durante la Seconda Guerra Mondiale ebbe sede un ospedale militare, un campo di prigionia e un centro di smistamento tedesco, si trova il museo e centro di documentazione Aula della Memoria.

### Eventi
- Il 25 aprile, si tiene annualmente la commemorazione della nascita di Guglielmo Marconi, a cura della Fondazione Marconi[18].
- L'8 settembre e fine settimana collegato (ogni anno da oltre 3 secoli) si svolge l'Antica Fiera di Pontecchio (o "Fira di Sdaz"): una sagra paesana con spettacoli, tradizione contadina, prodotti tipici, animali, musica, assaggi dal mattino a notte fonda.
- All'incirca fra l'11 settembre fino al 20 settembre si svolgeva la ATUTTABIRRA - SASSOFEST presso il campo sportivo di Sasso Marconi chiamato Ca' de Testi, ma da qualche anno a questa parte, la manifestazione si è spostata al Parco Marconi e si svolge verso la metà del mese di Luglio.
- L'ultimo weekend di ottobre e primo di novembre si svolge la "Tartufesta": sagra del tartufo bianco pregiato.
- Maggio: Radio Days: una settimana di celebrazioni delle scoperte marconiane e di passato, presente e futuro della comunicazione.
- Luglio: "Pubblica in Festa!": storica festa dell'Associazione di Volontariato Pubblica Assistenza Sasso Marconi, due settimane di spettacoli con orchestre famose, comici e artisti, buon cibo tradizionale nel ristorante e nell'osteria, con stand di crescentine e borlenghi. La ricca pesca si conclude sempre l'ultimo lunedì con l'estrazione dei premi non vinti.

## Infrastrutture e trasporti
Il servizio di trasporto pubblico è assicurato dalle autocorse suburbane e interurbane svolte dalla società TPER. Il comune è inoltre servito dalle stazioni suburbane di Borgonuovo, Pontecchio Marconi e Sasso Marconi, tutte parte della rete del Servizio Ferroviario Metropolitano di Bologna.
Sasso Marconi usufruisce di due svincoli autostradali in A1: Sasso Marconi e Sasso Marconi Nord. Quest'ultimo casello inaugurato il 18 dicembre 2017 è solo dotato di due piste di entrata e uscita, è accessibile solo con Telepass (si tratta del primo in Italia transitabile esclusivamente con una tecnologia wireless come il Telepass). L'impresa IRSIT S.r.l., che ha realizzato gli impianti tradizionali e tecnologici, l'ha dedicato a Guglielmo Marconi (Inventore della radio).

## Geografia antropica

### Suddivisioni amministrative
Il territorio comunale è suddiviso in cinque circoscrizioni, denominate frazioni, amministrate da una giunta di frazione presieduta da un presidente di frazione. Esse sono:
- Capoluogo, comprendente l'agglomerato urbano sede dell'amministrazione comunale e dei maggiori servizi del territorio comunale
- Borgonuovo-Pontecchio, lungo la strada Porrettana nella parte nord del territorio comunale, che comprende i due agglomerati urbani omonimi
- Fontana, comprendente l'area meridionale del territorio comunale al confine con il comune di Marzabotto
- Badolo-Battedizzo, comprendente la porzione orientale del territorio comunale stretta sulle colline tra le valli del Reno e del Setta da un lato e la valle del Savena dall'altro
- Tignano-Roma, comprendente la porzione occidentale del territorio comunale lungo la valle del torrente Lavino.

## Amministrazione
L'elenco dei sindaci che si sono succeduti è riportato di seguito.
| Periodo          | Periodo          | Primo cittadino     | Partito                          | Carica  | Note                                   |
| ---------------- | ---------------- | ------------------- | -------------------------------- | ------- | -------------------------------------- |
| 1945             | 1946             | Guido Bertacchi     | PSI                              | Sindaco | Nominato dal CLN                       |
| 1946             | 1951             | Guido Bertacchi     | PSI                              | Sindaco |                                        |
| 1956             | 1965             | Renato Giorgi       | PCI                              | Sindaco | Rieletto nel 1960                      |
| 1965             | 1974             | Mario Coralli       | PCI                              | Sindaco | Rieletto nel 1970                      |
| 1974             | 18 febbraio 1987 | Gianni Pellegrini   | PCI                              | Sindaco | Rieletto nel 1975, nel 1980 e nel 1985 |
| 18 febbraio 1987 | 20 giugno 1990   | Raffaele Mazzanti   | PCI                              | Sindaco |                                        |
| 20 giugno 1990   | 24 aprile 1995   | Renata Bortolotti   | PCI/PDS                          | Sindaco |                                        |
| 24 aprile 1995   | 14 giugno 1999   | Renata Bortolotti   | centro-sinistra                  | Sindaco |                                        |
| 14 giugno 1999   | 8 giugno 2009    | Marilena Fabbri     | Centro-sinistra                  | Sindaco | Rieletta nel 2004                      |
| 8 giugno 2009    | 27 maggio 2019   | Stefano Mazzetti    | Liste civiche di centro-sinistra | Sindaco | Rieletto nel 2014                      |
| 27 maggio 2019   | in carica        | Roberto Parmeggiani | Lista civica di centro-sinistra  | Sindaco |                                        |

### Gemellaggi
Sasso Marconi è gemellato con tre comuni:
- Helston, dal 1968
- Siderno, dal 2000
- Sassenage, dal 2003

## Sport

### Calcio
Ha sede nel comune la società calcistica Sasso Marconi che nella stagione 2025-2026 milita in Serie D, la quarta serie del campionato italiano di calcio.